# Lutz Bacher
Pour les articles homonymes, voir Bacher.

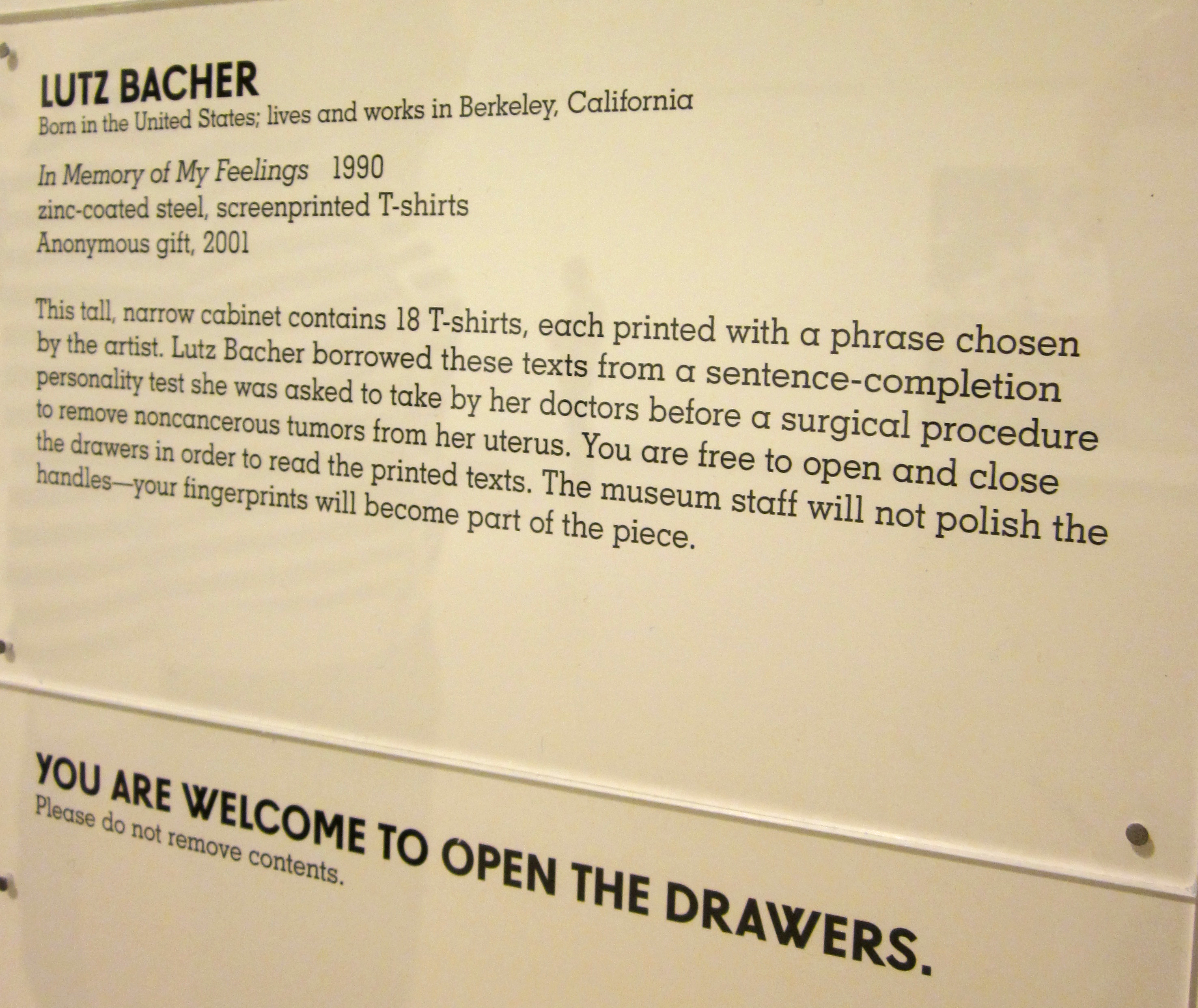
In Memory of My Feelings, Lutz Bacher, 1990, Cartel

Lutz Bacher (née le 21 septembre 1943, et morte le 14 mai 2019 à New York) est une artiste américaine qui travaille sous pseudonyme.

## Biographie
Sa carrière débute dans les années 1970 à Berkeley en Californie. Elle fut considérée un personnage « culte » — reconnue pour sa présence « mythique mais mystérieuse » sur la scène artistique californienne. En 2014, elle vit et travaille à New York.
À partir des années 2010, Lutz Bacher gagne en reconnaissance mainstream ; son travail est désormais présenté dans les galeries new-yorkaises,,,.
Elle meurt en 2019.

## Thèmes
Le travail de Lutz est défini comme « éclectique », « brut, indéfini », et « troublant ». Elle travaille avec des médias variés, dont la vidéo, la photographie et d’autres techniques mixtes. Ses œuvres s’inspirent de la culture populaire, de souvenirs personnels, d’objets trouvés, tout en s’intéressant à des questions d’identité exprimées par la sexualité et le corps humain,.

## Expositions
Le travail de Lutz Bacher est présenté dans de nombreuses expositions internationales, monographiques et collectives. Ses œuvres sont exposées dans des musées et galeries à San Francisco, dont le Berkeley Art Museum et le Ratio 3 gallery, ainsi qu'à New York.
En 2008, une exposition lui est dédiée au Musée d'art Contemporain de Saint-Louis. L'année suivante, ses œuvres multimédias sont rassemblées pour une exposition rétrospective, « MY SECRET LIFE » au MoMA PS1 à New York.
En 2013, le travail de Lutz Bacher est mis en avant dans trois expositions européennes : à Portikus (Francfort), à l’Institute of Contemporary Arts (Londres) et à la Kunsthalle de Zürich. Trois éditions d’artiste furent publiées à la suite de ces expositions afin de présenter son corpus.
En 2016, elle expose à la Sécession de Vienne ; en 2014, au Aspen Art Museum dans le Colorado et au Musée national du Danemark à Copenhague. 
En 2018, The silence of the sea, en référence à une nouvelle de Vercors inaugure Lafayette Anticipations, lieu artistique à Paris conçu par Rem Koolhas. 

## Collections
Les œuvres de Lutz Bacher paraissent dans les collections suivantes :
- Musée d'Art Moderne de New York
- L'Art Institute of Chicago, Chicago
- UC Berkeley Art Museum et Pacific Film Archive, Berkeley
- Metropolitan Museum of Art, New York
- San Francisco Museum of Modern Art, San Francisco
- Walker Art Center, Minneapolis
- Whitney Museum of American Art, New York